# Бенгалска армија
Бенгалска армија (енгл. Bengal Army) је била приватна војска Британске источноиндијске компаније стационирана у провинцији Бенгал. Након укидања власти Компаније у Индији (1858) Бенгалска армија припојена је војсци Британске империје.

## Организација
Територијално ширење Британске источноиндијске компаније у Индији почело је током Карнатских ратова са Француском (1746-1763). Како би се сачували и одбранили стечени колонијални поседи, компанији је била потребна приватна војска, независна од британске владе која није имала интереса да се уплиће у сукобе у Индији. Тако је већ 1748. Роберт Клајв (генерални гувернер Компаније у Индији) започео формирање јединица индијских најамника (сепоја), обучених и униформисаних на европски начин и под командом европских официра, које су биле далеко супериорније од већине индијских војски тог времена. Уз њихову помоћ постигнута је победа у Карнатским ратовима, а победом у бици од Плесија (1757) освојен је Бенгал. Иако су 1854. у Индију стигле и прве британске Краљевске трупе, војска Компаније остала је потпуно независна, са сопственим официрима и командом. Ове најамничке јединице стално су расле и временом су организоване у три армије, Бенгалску, Бомбајску и Мадраску, по једна за сваку од главних британских провинција у Индији.

### Јачина
Године 1784. Бенгалска армија имала је 5 пукова индијске коњице (совара), један европски пешадијски пук, 30 индијских пешадијских пукова, један артиљеријски дивизион, једну инжињеријску чету и санитетске јединице. До 1857. Бенгалска армија имала је 3 европска пешадијска пука, 10 пукова индијске коњице и 74 пука домородачке пешадије (сепоја).

### Побуна сепоја 1857
Већина домородачких јединица (6 коњичких и 44 пешадијска пука) побунила се током Индијског устанка 1857. године, а преостале су разоружане и расформиране.
| Пук                                     | Гарнизон                                | Датум                                   | Напомена                |
| --------------------------------------- | --------------------------------------- | --------------------------------------- | ----------------------- |
| Телохранитељи генералног гувернера      | Калкута                                 | 3. август                               | Разоружани              |
| Бенгалска домородачка коњица (совари)   | Бенгалска домородачка коњица (совари)   | Бенгалска домородачка коњица (совари)   | 10 пукова по 300 људи   |
| 1. лака коњица                          | Мхоу                                    | 2. јул                                  | Побунили се             |
| 2. лака коњица                          | Канпур                                  | 5. јун                                  | Побунили се             |
| 3. лака коњица                          | Мирут                                   | 9. мај                                  | Побунили се             |
| 4. лака коњица                          | Амбала                                  |                                         |                         |
| 5. лака коњица                          | Пешвар                                  | 22. мај                                 | Разоружани              |
| 6. лака коњица                          | Џаландар                                | 8. јун                                  | Побунили се             |
| 7. лака коњица                          | Лакнау                                  | 3. мај                                  | Побунили се             |
| 8. лака коњица                          | Лахор                                   | 13. мај                                 | Разоружани              |
| 9. лака коњица                          | Сијалкот                                | 9. јул                                  | Побунили се             |
| 10. лака коњица                         | Фирозпур                                | 11. јул                                 | Разоружани              |
| Бенгалска домородачка пешадија (сепоји) | Бенгалска домородачка пешадија (сепоји) | Бенгалска домородачка пешадија (сепоји) | 74 пука по 1.000 људи   |
| 1. пук домородачке пешадије             | Канпур                                  | 5. јун                                  | Побунили се             |
| 2. пук домородачке пешадије             | Баракпур                                | 14. јун                                 | Разоружани              |
| 3. пук домородачке пешадије             | Филаур                                  | 10. јун                                 | Побунили се             |
| 4. пук домородачке пешадије             | Нурпур                                  |                                         | Разоружани              |
| 5. пук домородачке пешадије             | Амбала                                  | мај                                     | Разоружани              |
| 6. пук домородачке пешадије             | Алахабад                                | 6. јун                                  | Побунили се             |
| 7. пук домородачке пешадије             | Динапур                                 | 25. јул                                 | Побунили се             |
| 8. пук домородачке пешадије             | Динапур                                 | 25. јул                                 | Побунили се             |
| 9. пук домородачке пешадије             | Алигар                                  | 20. мај                                 | Побунили се             |
| 10. пук домородачке пешадије            | Фатехгарх                               | 4. јун                                  | Побунили се             |
| 11. пук домородачке пешадије            | Мирут                                   | 9. мај                                  | Побунили се             |
| 12. пук домородачке пешадије            | Џанси                                   | 10. јун                                 | Побунили се             |
| 13. пук домородачке пешадије            | Лакнау                                  | 30. мај                                 | Побунили се             |
| 14. пук домородачке пешадије            | Џелам                                   | 31. јул                                 | Распуштен               |
| 15. пук домородачке пешадије            | Насирабад                               | 28. мај                                 | Побунили се             |
| 16. пук домородачке пешадије            | Лахор                                   | 13. мај                                 | Разоружан               |
| 17. пук домородачке пешадије            | Азамгарх                                | 3. јун                                  | Побунили се             |
| 18. пук домородачке пешадије            | Барејли                                 | 31. мај                                 | Побунили се             |
| 19. пук домородачке пешадије            | Баракпур                                | 31. март                                | Распуштен               |
| 20. пук домородачке пешадије            | Мирут                                   | 9. мај                                  | Побунили се             |
| 21. пук домородачке пешадије            | Пешавар                                 | 22. мај                                 | Разоружан               |
| 22. пук домородачке пешадије            | Фајзабад                                | 9. јун                                  | Побунили се             |
| 23. пук домородачке пешадије            | Мхоу                                    | 2. јул                                  | Побунили се             |
| 24. пук домородачке пешадије            | Пешавар                                 | 22. мај                                 | Разоружан               |
| 25. пук домородачке пешадије            | Бенарес                                 |                                         | Разоружан               |
| 26. пук домородачке пешадије            | Лахор                                   | 13. мај                                 | Разоружан               |
| 27. пук домородачке пешадије            | Пешавар                                 | 22. мај                                 | Разоружан               |
| 28. пук домородачке пешадије            | Шахџаханпур                             | 7. јун                                  | Побунили се             |
| 29. пук домородачке пешадије            | Морадабад                               | 8. јун                                  | Побунили се             |
| 30. пук домородачке пешадије            | Насирабад                               | 28. мај                                 | Побунили се             |
| 31. пук домородачке пешадије            | Сагар                                   |                                         | Остао веран             |
| 32. пук домородачке пешадије            | Деогар                                  | 9.октобар                               | Побунили се             |
| 33. пук домородачке пешадије            | Филаур                                  |                                         | Разоружан               |
| 34. пук домородачке пешадије            | Баракпур                                | 6. мај                                  | Распуштен               |
| 35. пук домородачке пешадије            | Сијалкот                                |                                         | Разоружан               |
| 36. пук домородачке пешадије            | Џаландар                                | 8. јун                                  | Побунили се             |
| 37. пук домородачке пешадије            | Бенарес                                 | 4. јун                                  | Побунили се             |
| 38. пук домородачке пешадије            | Делхи                                   | 11. мај                                 | Побунили се             |
| 39. пук домородачке пешадије            | Џелам                                   |                                         | Разоружан               |
| 40. пук домородачке пешадије            | Динапур                                 | 25. јул                                 | Побунили се             |
| 41. пук домородачке пешадије            | Ситапур                                 | 3. јун                                  | Побунили се             |
| 42. пук домородачке пешадије            | Сагар                                   | 7. јул                                  | Побунили се             |
| 43. пук домородачке пешадије            | Баракпур                                | 14. јун                                 | Разоружан               |
| 44. пук домородачке пешадије            | Агра                                    | 31. мај                                 | Разоружан               |
| 45. пук домородачке пешадије            | Фирозпур                                | 13. мај                                 | Побунили се             |
| 46. пук домородачке пешадије            | Сијалкот                                | 9. јул                                  | Побунили се             |
| 47. пук домородачке пешадије            | Алахабад                                |                                         | Разоружан               |
| 48. пук домородачке пешадије            | Лакнау                                  | 30. мај                                 | Побунили се             |
| 49. пук домородачке пешадије            | Лахор                                   | 13. мај                                 | Разоружан               |
| 50. пук домородачке пешадије            | Нагод                                   | 17.септембар                            | Побунили се             |
| 51. пук домородачке пешадије            | Пешавар                                 | 22. мај                                 | Разоружан               |
| 52. пук домородачке пешадије            | Џабалпур                                | 18.септембар                            | Побунили се             |
| 53. пук домородачке пешадије            | Канпур                                  | 5. јун                                  | Побунили се             |
| 54. пук домородачке пешадије            | Делхи                                   | 11. мај                                 | Побунили се             |
| 55. пук домородачке пешадије            | Наушера                                 | 25. мај                                 | Побунили се             |
| 56. пук домородачке пешадије            | Канпур                                  | 5. јун                                  | Побунили се             |
| 57. пук домородачке пешадије            | Фирозпур                                | 13. мај                                 | Побунили се             |
| 58. пук домородачке пешадије            | Равалпинди                              | 7. јул                                  | Разоружан               |
| 59. пук домородачке пешадије            | Амритсар                                |                                         | Разоружан               |
| 60. пук домородачке пешадије            | Амбала                                  | 13. јун                                 | Побунили се код Делхија |
| 61. пук домородачке пешадије            | Џаландар                                | 8. јун                                  | Побунили се             |
| 62. пук домородачке пешадије            | Мултан                                  |                                         | Разоружан               |
| 63. пук домородачке пешадије            | Бахарампур                              |                                         | Разоружан               |
| 64. пук домородачке пешадије            | Пешавар                                 |                                         | Разоружан               |
| 65. пук домородачке пешадије            | Газипур                                 |                                         | Разоружан               |
| 66. пук домородачке пешадије            | Алмора                                  |                                         | Остао веран             |
| 67. пук домородачке пешадије            | Агра                                    | 31. мај                                 | Побунили се             |
| 68. пук домородачке пешадије            | Барејли                                 | 31. мај                                 | Побунили се             |
| 69. пук домородачке пешадије            | Мултан                                  |                                         | Разоружан               |
| 70. пук домородачке пешадије            | Баракпур                                | 14. јун                                 | Разоружан               |
| 71. пук домородачке пешадије            | Лакнау                                  | 30. мај                                 | Побунили се             |
| 72. пук домородачке пешадије            | Нимач                                   | 3. јун                                  | Побунили се             |
| 73. пук домородачке пешадије            | Дака                                    | 20. новембар                            | Побунили се             |
| 74. пук домородачке пешадије            | Делхи                                   | 11. мај                                 | Побунили се             |